# Szunde
A szunde (hangul: 순대, RR: sundae) népszerű utcai étel,  Észak- és Dél-Koreában is kapható. Mai formájában az 1960-as évektől népszerű, bár korábban is létezett egy változata. Az angol blood puddinghoz vagy a magyar véreshurkához hasonló étel, sokféle változata létezik, általában elmondható, hogy zöldségek, üvegtészta és sertésvér keverékét sertésbélbe töltik, majd párolják. Ritkán készül otthon, kifőzdékben, éttermekben, utcai árusoknál kapható utcai étel. Szöul Kvanak (Gwanak) kerületében található az úgynevezett Sundae Town (순대 타운, Szunde thaun (Sundae taun)), ahol számos étterem specializálódott erre a fogásra. Szívesen járnak ide a környező egyetemek diákjai és a környék irodáiban dolgozók.

## Jellemzői
A szundét (sundaet) szeletekre vágva tálalják, és általában csípős csiliszószba mártogatva fogyasztják. Szinte minden koreai régiónak megvannak a maga változatai, polipból (오징어 순대, odzsingo szunde (ojingeo sundae)) és tőkehalból (명태 순대, mjongthe szunde (myeongtae sundae)) is készülhet.
Leves (순대국, szundeguk (sundaeguk)) és wokban sütött egytálétel (순대볶음, szundebokkum (sundaebokkeum)) is készül belőle.

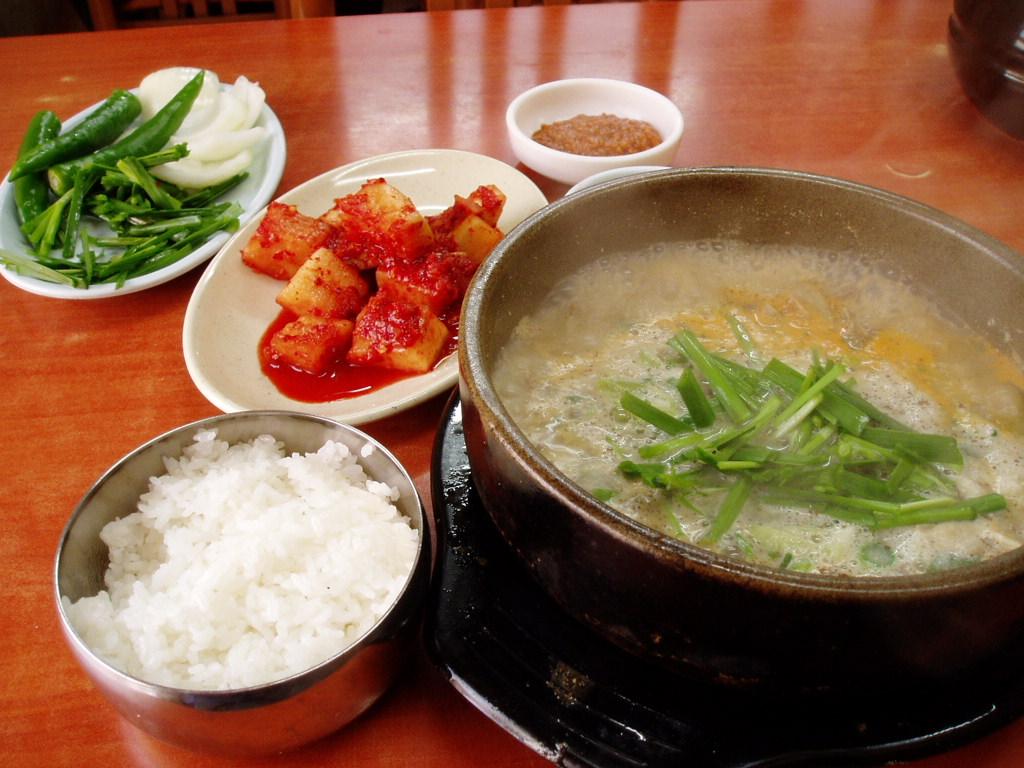
Szundeguk (Sundaeguk)